# Anarete
Anarete is een muggengeslacht uit de familie van de galmuggen (Cecidomyiidae).

## Soorten
- A. anepsia Pritchard, 1951
- A. buscki (Felt, 1915)
- A. candidata Haliday, 1833
- A. corni (Felt, 1907)
- A. coronata Mamaev, 1964
- A. diervillae (Felt, 1907)
- A. edwardsi Pritchard, 1951
- A. felti Pritchard, 1951
- A. iridis (Cockerell, 1914)
- A. johnsoni (Felt, 1908)
- A. lacteipennis Kieffer, 1906
- A. pritchardi Kim, 1967
- A. rubra Kieffer, 1906
- A. stettinensis Enderlein, 1911
- A. thriarthra Edwards, 1938